# Simeon ben Gamaliel
Simeon ben Gamaliel (en hebreo: שמעון בן גמליאל) fue un sabio de la época de los tanaim y un líder del pueblo judío. Sirvió como presidente del Sanedrín en Jerusalén durante la revuelta judía, sucedió a su padre ocupando el mismo cargo, en el año 52 del siglo I, justo antes de la destrucción del segundo Templo de Jerusalén. Era un descendiente directo del Rey David, y fue el nieto de Hillel el Anciano. Era contemporáneo de los sumos sacerdotes Hana ben Hanan y Yehoshua ben Gamla. Fue uno de los Diez Mártires mencionados en la liturgia judía. Según las tablas cronológicas del Rabino Sherira Gaon, fue decapitado, junto con el Rabino Ismael ben Elisha, el sumo sacerdote, antes de la destrucción del templo, aunque el historiador Flavio Josefo menciona solamente la ejecución de Ismael de Cirene, durante la guerra con Roma (66-68). El relato es mencionado en el tratado Ebel Rabati, capítulo 8, y en el Avot de Rabí Natán (38:3), donde a Simeón ben Gamaliel se le dio el título de Nasí, junto con el título honorífico de Rabeinu (nuestro maestro). Él y sus partidarios se opusieron al nombramiento de Josefo como gobernador militar de Galilea, e intentaron apartarlo de ese puesto. Su sepultura está ubicada en Kafr Kanna, cerca del Golán, en la Baja Galilea, una región situada al norte de Israel, su tumba ha sido un lugar de peregrinación para los peregrinos judíos durante casi 2.000 años.